# 漆山駅 (岐阜県)
漆山駅（うるしやまえき）は、岐阜県飛騨市神岡町西漆山にあった神岡鉄道神岡線の駅。
神岡線の廃線により、2006年（平成18年）に廃駅となった。

## 歴史
- 1966年（昭和41年）10月6日：日本国有鉄道（国鉄）神岡線の西漆山駅として開業[1]。旅客営業のみ[1]。
- 1984年（昭和59年）10月1日：神岡鉄道に転換、漆山駅に改称[1]。
- 2006年（平成18年）12月1日：廃止。

## 駅構造
単式ホーム1面1線の地上駅であった。無人駅となっており、ホーム上には小さな待合所と寿老人の木像を奉った祠が設置されていた。開業当初は、駅名標のうち照明に取り付けられていた縦型のものは、国鉄時代の「にしうるしやま」の「にし」を取ったものになっていた。

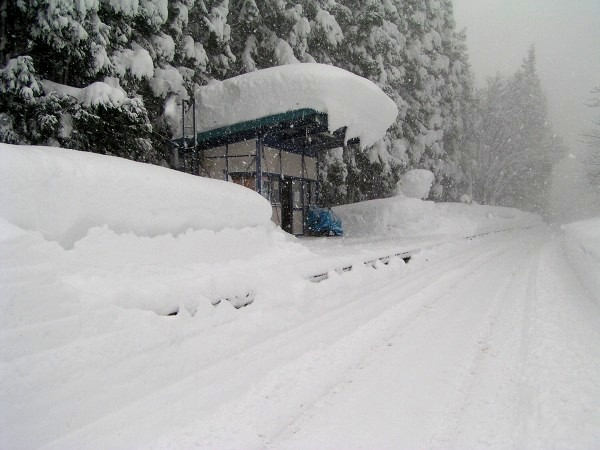
冬の漆山駅（2005年12月）

## 駅周辺
高原川沿いにある駅。国道41号が対岸を走り、駅とは鉄橋で結ばれている。駅の周りには西漆山の集落が開けており、正眼寺、白山神社がある。駅の対岸にある集落としては東漆山と牧があるが、西漆山ほど規模は大きくない。
駅の北東1キロメートルほどの土（ど）という場所で、高原川に跡津川が合流している。当駅と茂住駅の間の神岡線はほとんどが茂住トンネルの中であった。

## 隣の駅
神岡鉄道
神岡線
茂住駅 - 漆山駅 - 神岡鉱山前駅